# Dharma Productions
Dharma Producciones Pvt. Ltd. es una compañía india de producción y distribución fundada por Yash Johar en 1979. Después de su muerte fue tomado en 2004 por su hijo Karan Johar. Con sede en Bombay, produce y distribuye principalmente películas en hindi. En noviembre de 2018, se creó un nuevo sector de la compañía llamado Dharmatic, que se centrará en la producción de distribución de contenido digital para plataformas en línea.